# 九州比例代表區
九州比例代表區，是日本眾議院11個比例代表制選區之一。該選舉區設立於1994年，1996年時為23位，2000年至2014年為21位，2017年為20位。

## 地區
福岡縣、佐賀縣、長崎縣、熊本縣、大分縣、宮崎縣、鹿兒島縣、沖繩縣

## 選出議員
| 選舉屆數 | 第41屆                    | 第42屆                    | 第43屆                    | 第44屆                  | 第45屆                    | 第46屆                  | 第47屆                    | 第48屆                    | 第49屆                    |
| 選舉年   | 1996年                    | 2000年                    | 2003年                    | 2005年                  | 2009年                    | 2012年                  | 2014年                    | 2017年                    | 2021年                    |
| -------- | ------------------------- | ------------------------- | ------------------------- | ----------------------- | ------------------------- | ----------------------- | ------------------------- | ------------------------- | ------------------------- |
| #1       | 衛藤晟一 （自由民主党）   | 下地幹郎 （自由民主党）   | 野田毅 （自由民主党）     | 廣津素子 （自由民主党） | 皆吉稻生 （民主党）       | 宮路和明 （自由民主党） | 岩田和親 （自由民主党）   | 園田博之 （自由民主党）   | 今村雅弘 （自由民主党）   |
| #1       | 衛藤晟一 （自由民主党）   | 下地幹郎 （自由民主党）   | 野田毅 （自由民主党）     | 廣津素子 （自由民主党） | 皆吉稻生 （民主党）       | 宮路和明 （自由民主党） | 岩田和親 （自由民主党）   | 宮崎政久 （自由民主党）   | 今村雅弘 （自由民主党）   |
| #2       | 愛野興一郎 （新進党）     | 原口一博 （民主党）       | 山田正彦 （民主党）       | 原口一博 （民主党）     | 野田毅 （自由民主党）     | 松野賴久 （日本維新会） | 江田康幸 （公明党）       | 中山成彬 （希望之党）     | 末次精一 （立憲民主党）   |
| #2       | 東順治 （新進党）         | 原口一博 （民主党）       | 山田正彦 （民主党）       | 原口一博 （民主党）     | 野田毅 （自由民主党）     | 松野賴久 （日本維新会） | 江田康幸 （公明党）       | 中山成彬 （希望之党）     | 屋良朝博 （立憲民主党）   |
| #3       | 堀之内久男 （自由民主党） | 松下忠洋 （自由民主党）   | 松下忠洋 （自由民主党）   | 仲村正治 （自由民主党） | 後藤英友 （民主党）       | 江田康幸 （公明党）     | 穴見陽一 （自由民主党）   | 宮路拓馬 （自由民主党）   | 保岡宏武 （自由民主党）   |
| #3       | 堀之内久男 （自由民主党） | 松下忠洋 （自由民主党）   | 松下忠洋 （自由民主党）   | 仲村正治 （自由民主党） | 中屋大介 （民主党）       | 江田康幸 （公明党）     | 穴見陽一 （自由民主党）   | 宮路拓馬 （自由民主党）   | 保岡宏武 （自由民主党）   |
| #4       | 神崎武法 （新進党）       | 神崎武法 （公明党）       | 神崎武法 （公明党）       | 神崎武法 （公明党）     | 神崎武法 （公明党）       | 宮崎政久 （自由民主党） | 大串博志 （民主党）       | 横光克彦 （立憲民主党）   | 濱地雅一 （公明党）       |
| #4       | 神崎武法 （新進党）       | 神崎武法 （公明党）       | 神崎武法 （公明党）       | 神崎武法 （公明党）     | 遠山清彦 （公明党）       | 宮崎政久 （自由民主党） | 大串博志 （民主党）       | 横光克彦 （立憲民主党）   | 濱地雅一 （公明党）       |
| #5       | 山下德夫 （自由民主党）   | 重野安正 （社会民主党）   | 城井崇 （民主党）         | 山田正彦 （民主党）     | 山本幸三 （自由民主党）   | 大串博志 （民主党）     | 松野賴久 （維新党）       | 江田康幸 （公明党）       | 岩田和親 （自由民主党）   |
| #6       | 松本惟子 （民主党）       | 林田彪 （自由民主党）     | 仲村正治 （自由民主党）   | 佐藤鍊 （自由民主党）   | 古賀一成 （民主党）       | 西川京子 （自由民主党） | 西銘恒三郎 （自由民主党） | 今村雅弘 （自由民主党）   | 吉川元 （立憲民主党）     |
| #7       | 中西績介 （社会民主党）   | 川内博史 （民主党）       | 楢崎欣弥 （民主党）       | 横光克彦 （社会民主党） | 谷川弥一 （自由民主党）   | 河野正美 （日本維新会） | 田村貴昭 （日本共產党）   | 吉良州司 （希望之党）     | 武井俊輔 （自由民主党）   |
| #8       | 吉井英勝 （日本共產党）   | 藤島正之 （自由党）       | 西川京子 （自由民主党）   | 林田彪 （自由民主党）   | 野田国義 （民主党）       | 遠山清彦 （公明党）     | 遠山清彦 （公明党）       | 古川康 （自由民主党）     | 阿部弘樹 （日本維新会）   |
| #9       | 高木義明 （新進党）       | 小澤和秋 （日本共產党）   | 東門美津子 （社会民主党） | 東順治 （公明党）       | 打越明司 （民主党）       | 林田彪 （自由民主党）   | 國場幸之助 （自由民主党） | 山内康一 （立憲民主党）   | 吉田宣弘 （公明党）       |
| #10      | 東家嘉幸 （自由民主党）   | 西川京子 （自由民主党）   | 東順治 （公明党）         | 重野安正 （社会民主党） | 東順治 （公明党）         | 原口一博 （民主党）     | 高木義明 （民主党）       | 遠山清彦 （公明党）       | 古川康 （自由民主党）     |
| #10      | 林田彪 （自由民主党）     | 西川京子 （自由民主党）   | 東順治 （公明党）         | 重野安正 （社会民主党） | 東順治 （公明党）         | 原口一博 （民主党）     | 高木義明 （民主党）       | 吉田宣弘 （公明党）       | 古川康 （自由民主党）     |
| #11      | 大原一三 （自由民主党）   | 東順治 （公明党）         | 川内博史 （民主党）       | 山本幸三 （自由民主党） | 衛藤征士郎 （自由民主党） | 佐藤正夫 （眾人之党）   | 宮路拓馬 （自由民主党）   | 國場幸之助 （自由民主党） | 山田勝彦 （立憲民主党）   |
| #12      | 古賀一成 （新進党）       | 楢崎欣弥 （民主党）       | 佐藤鍊 （自由民主党）     | 北橋健治 （民主党）     | 中島隆利 （社会民主党）   | 中山成彬 （日本維新会） | 河野正美 （維新党）       | 田村貴昭 （日本共產党）   | 國場幸之助 （自由民主党） |
| #12      | 古賀一成 （新進党）       | 楢崎欣弥 （民主党）       | 佐藤鍊 （自由民主党）     | 楠田大藏 （民主党）     | 中島隆利 （社会民主党）   | 中山成彬 （日本維新会） | 河野正美 （維新党）       | 田村貴昭 （日本共產党）   | 國場幸之助 （自由民主党） |
| #13      | 宮路和明 （自由民主党）   | 中西績介 （社会民主党）   | 松野信夫 （民主党）       | 木原稔 （自由民主党）   | 北村誠吾 （自由民主党）   | 新開裕司 （自由民主党） | 濱地雅一 （公明党）       | 稻富修二 （希望之党）     | 田村貴昭 （日本共產党）   |
| #14      | 權藤恒夫 （新進党）       | 堀之内久男 （自由民主党） | 赤嶺政賢 （日本共產党）   | 古賀一成 （民主党）     | 道休誠一郎 （民主党）     | 濱地雅一 （公明党）     | 比嘉奈津美 （自由民主党） | 富岡勉 （自由民主党）     | 金城泰邦 （公明党）       |
| #15      | 川内博史 （民主党）       | 大原一三 （自由民主党）   | 三原朝彦 （自由民主党）   | 赤嶺政賢 （日本共產党） | 赤嶺政賢 （日本共產党）   | 赤嶺政賢 （日本共產党） | 緒方林太郎 （民主党）     | 矢上雅義 （立憲民主党）   | 宮崎政久 （自由民主党）   |
| #16      | 下地幹郎 （自由民主党）   | 古賀一成 （民主党）       | 江田康幸 （公明党）       | 江田康幸 （公明党）     | 網屋信介 （民主党）       | 末吉光徳 （自由民主党） | 吉川元 （社会民主党）     | 濱地雅一 （公明党）       | 稻富修二 （立憲民主党）   |
| #16      | 下地幹郎 （自由民主党）   | 米澤隆 （民主党）         | 江田康幸 （公明党）       | 江田康幸 （公明党）     | 網屋信介 （民主党）       | 末吉光徳 （自由民主党） | 吉川元 （社会民主党）     | 濱地雅一 （公明党）       | 稻富修二 （立憲民主党）   |
| #17      | 濱田健一 （社会民主党）   | 江田康幸 （公明党）       | 楠田大藏 （民主党）       | 遠藤宣彦 （自由民主党） | 江田康幸 （公明党）       | 高木義明 （民主党）     | 宮崎政久 （自由民主党）   | 岩田和親 （自由民主党）   | 小里泰弘 （自由民主党）   |
| #18      | 古堅實吉 （日本共產党）   | 山田正彦 （自由党）       | 衛藤晟一 （自由民主党）   | 川内博史 （民主党）     | 岩屋毅 （自由民主党）     | 山之内毅 （日本維新会） | 真島省三 （日本共產党）   | 城井崇 （希望之党）       | 長友慎治 （国民民主党）   |
| #19      | 倉田榮喜 （新進党）       | 嘉数知賢 （自由民主党）   | 松岡利勝 （自由民主党）   | 富岡勉 （自由民主党）   | 山本剛正 （民主党）       | 吉川元 （社会民主党）   | 吉田宣弘 （公明党）       | 吉川元 （社会民主党）     | 山本剛正 （日本維新会）   |
| #20      | 嘉数知賢 （自由民主党）   | 今川正美 （社会民主党）   | 米澤隆 （民主党）         | 大串博志 （民主党）     | 川越孝洋 （民主党）       | 湯川一行 （自由民主党） | 下地幹郎 （維新党）       | 下地幹郎 （日本維新会）   | 吉田久美子 （公明党）     |
| #21      | 島津尚純 （新進党）       | 赤嶺政賢 （日本共產党）   | 横光克彦 （社会民主党）   | 安次富修 （自由民主党） | 今村雅弘 （自由民主党）   | 玉城康裕 （日本未来党） | 今村雅弘 （自由民主党）   |                           |                           |
| #22      | 坂井隆憲 （自由民主党）   |                           |                           |                         |                           |                         |                           |                           |                           |
| #23      | 岩田順介 （民主党）       |                           |                           |                         |                           |                         |                           |                           |                           |

## 相關項目
- 比例代表制
- 日本眾議院比例代表制選區列表